# 童少生
童少生（1903年—1984年3月21日），原名咸昌，重庆人，中华人民共和国政治人物，曾任中国民主建国会中央委员会副主席、四川省人民委员会副省长。

## 生平
童少生1926年毕业于上海圣约翰大学。曾任聚兴诚银行营业员、美国捷江公司重庆、万县、宜昌、沙市分公司总买办兼中华国货介绍所董事长。1935年起担任过民生公司业务处经理，宜昌、上海分公司经理，代总经理，太平洋轮船公司经理等职。1945年又任民生公司驻纽约办事处主任。
中华人民共和国成立后，童少生任民生公司总经理。1956年，民生公司公私合营后，出任副总经理。此后，又担任四川省人民委员会副省长兼交通厅厅长，长江航运管理局副局长，四川省政协副主席，四川省人大常委会副主任，四川省长江企业公司董事长，中国民主建国会中央委员会副主席、四川省委主任委员，全国工商联常委、四川省工商联主任委员等职。此外，他还是第一至五届全国人大代表，第五、六届全国政协常委。1984年在成都逝世。